# Inka-Straßensystem

Das Straßensystem der Inka

Das Inka-Straßensystem wurde von den Inka, basierend auf den Arbeiten vorinkaischer Kulturen hauptsächlich der Huari- und Chimú-Kultur angelegt.
Es war das fortschrittlichste und ausgedehnteste Transportsystem des präkolumbianischen Südamerikas. Zusammen mit vielen Verbindungsstraßen, Haupt- und Nebenwegen ergab es ein Straßennetz von mehr als 30.000 Kilometern, welches das gesamte Inkareich durchzog. Es verband die Städte Quito (Ecuador) im Norden und Santiago (Chile) bzw. Mendoza (Argentinien) im Süden und erlaubte dem Inka-Oberhaupt die politische und ökonomische Kontrolle seines Reiches. Eilige Nachrichten oder Anweisungen konnten per Schnellboten (Chaski) in kurzer Zeit überbracht werden. Ebenso konnten Abgaben, Handelsgüter und Nachschub per Träger und Lama bis in den letzten Winkel des Reiches verteilt werden. Auf diesen Wegen gelangte aber auch eine kleine Schar spanischer Eroberer in das mächtige Reich.
Entlang des gesamten Straßennetzes befanden sich Vorratslager, Übernachtungsmöglichkeiten, Lamagehege, Wohnsiedlungen und Militärposten in verschiedenen Größen und Ausführungen, alle in einheitlichen Abständen voneinander. Ein Großteil des Straßensystems befand sich oberhalb von 3.500 Metern Höhe und verband bewohnte Regionen, Verwaltungszentren, landwirtschaftliche Gebiete und Bergbauzonen, genauso wie Zeremonialzentren. Die bis zu zwanzig Meter breite, steingepflasterte Straße führte über Stufen bis auf Höhen über 4.500 Meter und mit Stegen und Hängebrücken über Wasser und reißende
Flüsse. Die Qualität des Bauwerkes kann schon dadurch abgeschätzt werden, dass es heute, mehr als 400 Jahre nach seiner Entstehung, immer noch an vielen Orten in
Benutzung ist.
Den wichtigsten Teil des Systems bildete die Anden-Hauptstraße in Nord-Süd-Richtung: Qhapaq Ñan.
Sie erstreckte sich über mehr als 6000 Kilometer und ist vergleichbar mit der Seidenstraße in Asien. Eine zweite Nord-Süd-Verbindung verlief entlang der Küste und ist heute ein Teil der Panamericana.

## Inka-Pfade
Der bekannte peruanische Inka-Pfad ist der Teil der Inkastraße, die das Heilige Tal von Cusco und Machu Picchu verband und somit nur ein kleiner Teil dieses Netzwerkes.
Der ecuadorianische Inka-Pfad, der Achupallas und Ingapirca verband ist ein weiterer Teil.

## Erhaltung

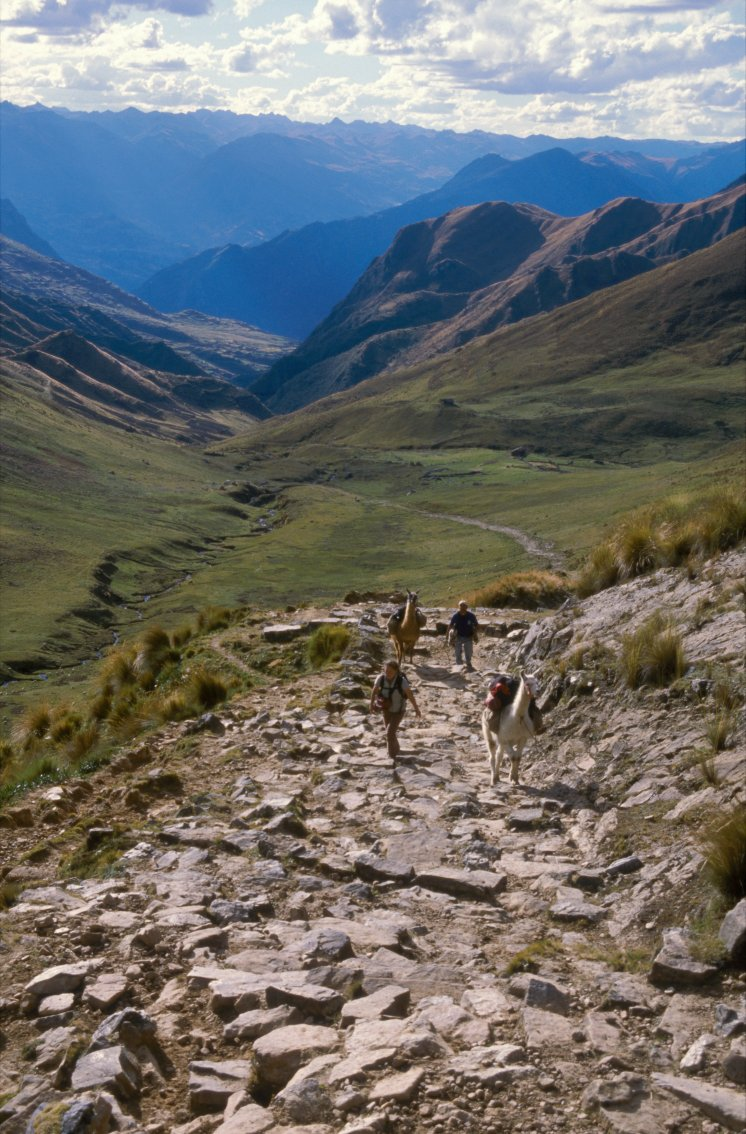
Inkastraße

Dieses wertvolle archäologische Erbe ist heute noch vorhanden, obwohl es sich am Rande des Verschwindens befindet.
Die UNESCO, IUCN und Conservation International, haben die besondere Dringlichkeit des Schutzes zusammen mit den sechs Ländern, durch die die Große Inkastraße führt, herausgestellt.
Entlang der Königstraße der Anden befinden sich zahlreiche archäologische Stätten, von denen einige zum Weltkulturerbe gehören. Dazu gehören Ingapirca in Ecuador, Cusco und dem Heiligen Tal in Peru, Tiwanaku in Bolivien und Quilmes in Argentinien, sowie kleinere Fundorte wie Huanuco Pampa in Peru, die schutzbedürftig sind.
Die Straße verbindet 15 der 100 Ökosysteme Südamerikas, von denen die peruanischen Yungas, der Marañon-Trockenwald, das chilenische Matorral und der chilenische Winterregenwald gefährdet sind. Weiterhin führt sie durch einige der letzten vorhandenen Rückzugsräume des andinen Brillenbären, des Andenkondors und des Vicuña. Außerdem führt die Straße über die Andenkordillere, eine Wasserscheide zwischen den Tälern und der Küste.
Die Qhapaq Ñan passiert eine Anzahl indigener Gebiete mit in der Vergangenheit verankerten Kulturen. Das Projekt Inka Naani in Peru führte zu einer Wiederbelebung der Traditionen und mündlichen Überlieferungen.
Gemeinsames Ziel der UNESCO mit den Ländern, durch die die Qhapaq Ñan führt, ist die Vorbereitung einer Kandidatur für die Aufnahme des Qhapaq Ñan auf die Liste des Weltkulturerbes.
Ein konkretes Projekt zur Erhaltung wurde beispielsweise 2016 im Departamento Tarija (Bolivien) initiiert. Der Abschnitt im Municipio Yunchará sowie die Abstiege zum Zentraltal von Tarija sollen für touristische Zwecke besser zugänglich gemacht und an das Gesamtnetz angeschlossen werden.